# Brettacher Mühle

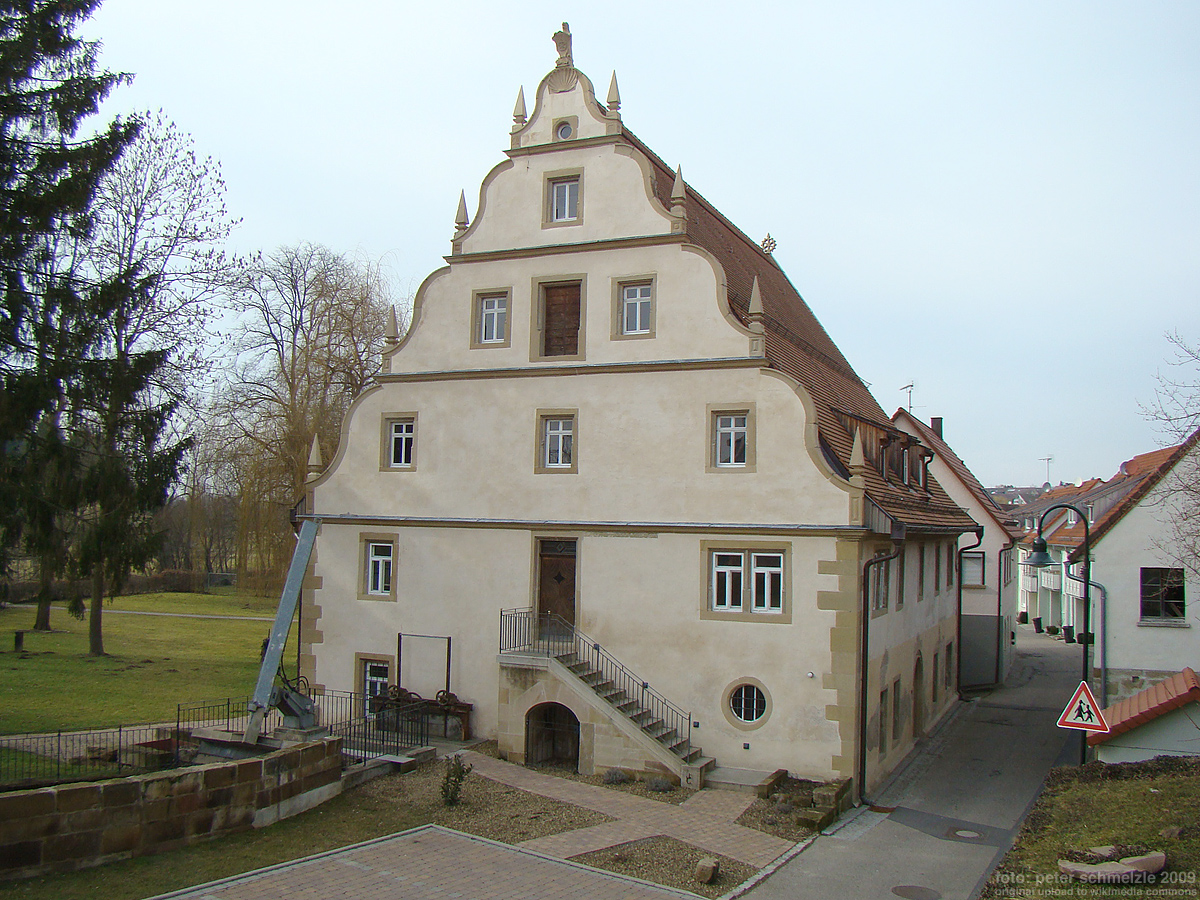
Brettacher Mühle

Die Brettacher Mühle ist ein historisches Mühlenanwesen in Brettach, einem Ortsteil der Gemeinde Langenbrettach im Landkreis Heilbronn (Regierungsbezirk Stuttgart, Baden-Württemberg). Sie besteht mindestens seit dem 14. Jahrhundert. Das heutige Mühlengebäude gilt als Kulturdenkmal und stammt aus der Zeit um 1600.

## Lage
Die Mühle liegt auf 185 m am Südwestrand von Brettach an einem rechts von der Brettach abzweigenden, 210 Meter langen Mühlkanal.

## Geschichte
Die Mühle wurde 1344 erstmals erwähnt, als Agnes von Weinsberg die Mühlstatt in Brettach von Konrad von Hornberg erwarb. 1529 zinste ein  Claus Rappolt Roggen, Hennen und Hühner und die Mühle stand der Herrschaft zu täglichem Dienst. Auf den Grundmauern eines älteren Baus wurde in den Jahren 1600 bis 1602 die heutige Mühle erbaut. Sie war bis ins 19. Jahrhundert Eigentum der Gemeinde, die sie an Bestandspächter vergab. Genannt werden u. a. Hans Schöber (1675) und Hans Jacob Müller (1719). 1837 erwarb Georg Nikolaus Simpfendörfer die Mühle für 8.100 Gulden. Zu jener Zeit hatte sie vier Wasserräder. 1875 war die Mühle im Besitz von Ludwig Hermann, dessen Nachfahren sie bis zum Ende des Mühlbetriebs bewirtschafteten. 1908 ersetzte Müller Karl Hermann zwei Wasserräder durch ein Zuppinger-Rad. 1955 wurde eine Turbine der Firma Langhammer aus Nürnberg zur Stromgewinnung eingebaut.
Nach dem Tod des letzten Müllers aus der Familie Hermann 1977 blieb dessen Witwe in der weiter zur Energiegewinnung genutzten Mühle wohnen, bevor die Gemeinde Langenbrettach die Mühle 1998 erwarb. Heute beherbergt das Gebäude, nach zwischenzeitlichen umfangreichen Sanierungsarbeiten, einen Festsaal, ein Trauzimmer sowie das Dorfmuseum.

## Beschreibung

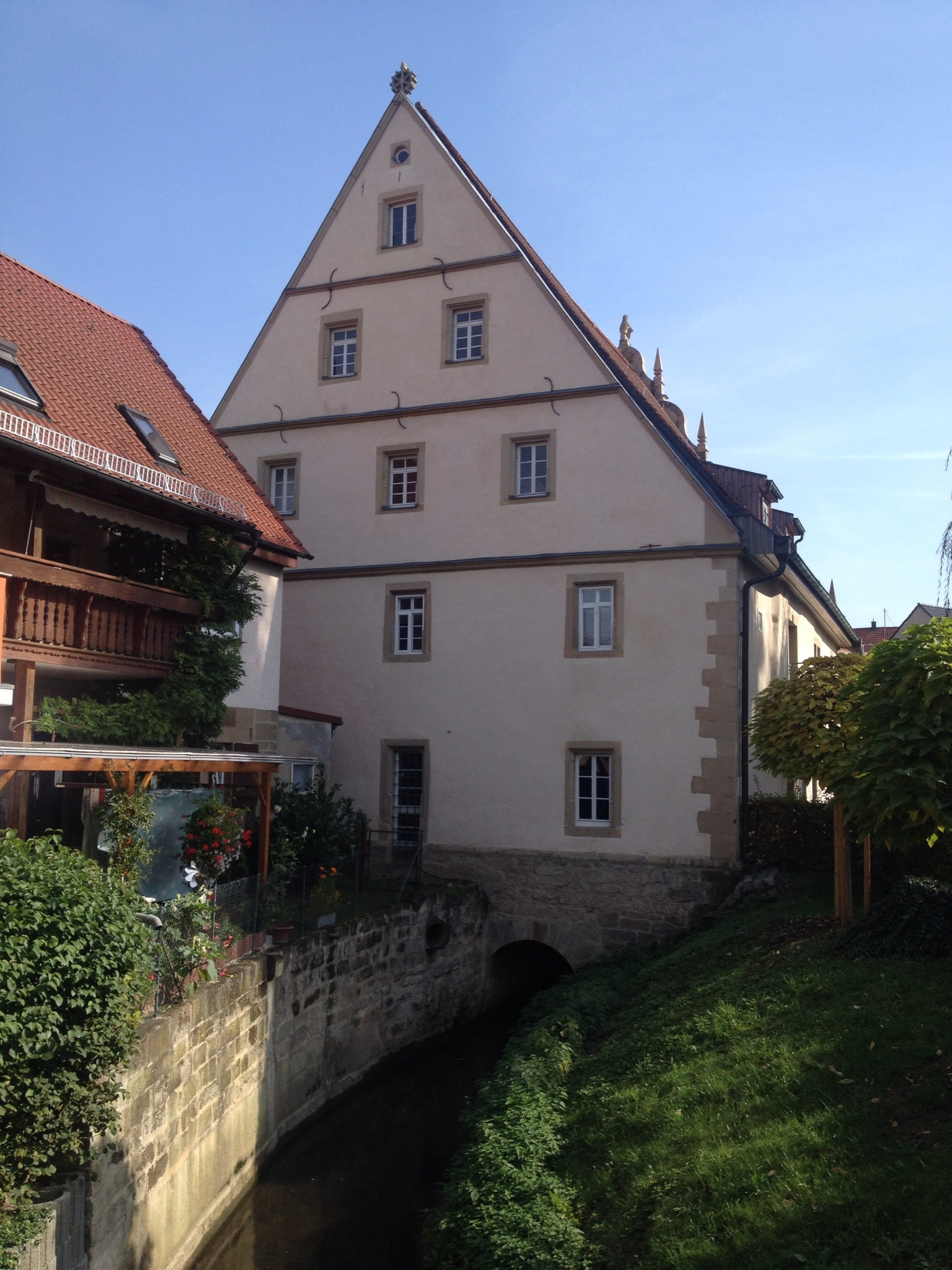
Rückwärtige Ansicht mit unter dem Gebäude durchfließendem Mühlkanal

Das Gebäude weist einen markanten Volutengiebel mit Obelisken auf. Den oberen Abschluss des Giebels bildet eine Muschel, auf der ein Löwe oder ein Bär ein Schild mit einem Rad hält. Den hinteren Giebel ziert als Bekrönung ein steinernes Mühlrad. Das Portal an der Längsseite ist in Stein gefasst und weist einen Löwenkopf als Bauschmuck auf. In einer Sandstein-Fensterlaibung im Erdgeschoss sind zahlreiche eingekratzte alte Inschriften erhalten.
Über den Mühlkanal führt eine steinerne Rundbogenbrücke von 1730, die von Johannes Simpfendörfer und Johann Georg Köhler erbaut wurde.
Die Mühle gilt als der aufwendigste Mühlenbau des gesamten Landkreises.